# Wang Yifu
Wang Yifu (* 4. Dezember 1960 in Liaoyang) ist ein chinesischer Sportschütze und Trainer.
Wang wurde bei der ersten Teilnahme der Volksrepublik China in Los Angeles 1984 Bronzemedaillengewinner mit der Freien Pistole. Acht Jahre später in Barcelona 1992 musste er sich in derselben Disziplin nur dem 16-jährigen Weißrussen Kanstanzin Lukaschyk geschlagen geben. Doch schon zwei Tage später wurde Wang Olympiasieger mit der Luftpistole.
Bei den Spielen von Atlanta 1996 sah Wang Yifu mit der Luftpistole bis zum vorletzten Schuss im Finale schon wie der sichere Sieger aus. Doch im letzten Durchgang erzielte er nur eine 6,5, während der Italiener Roberto Di Donna eine 10,5 traf und damit um 0,1 Ring vor Wang Olympiasieger wurde. Vier Jahre später in Sydney holte Wang in der gleichen Disziplin erneut Silber. Sein zweiter Olympiasieg gelang Wang in Athen, als er erneut mit der Luftpistole mit olympischem Rekord von 690,0 Ringen die Goldmedaille gewann.
Nach Athen trat er vom aktiven Sport zurück und wurde chinesischer Nationaltrainer der Pistolenschützen.